# Filipinek białolicy
Filipinek białolicy (Zosterornis latistriatus) – gatunek małego ptaka z rodziny szlarników (Zosteropidae). Występuje endemicznie na wyspie Panay (Filipiny). Opisany naukowo w 1990 roku; najmnejszej troski.

## Zasięg występowania
Całkowity zasięg występowania szacowany na 430 km². Obejmuje zachodnią, górzystą część wyspy Panay, w tym okolice Mount Baloy i Mount Madja-as oraz okolice górnego biegu rzeki Aklan River. Spotykany na wysokości 1100–1900 m n.p.m. w mszystych górskich lasach.

## Morfologia
Holotyp pochodził z okolic San Agustin w gminie Valderrama w prowincji Antique na wyspie Panay. Odnaleziony został na wysokości 1530 m n.p.m. Zebrano go 7 października 1989 roku. Była to dorosła samica, jej czaszka była w 75% skostniała, obecna była plama lęgowa, jajnik mierzył 6×4 mm. Boki głowy kremowe, na brwiach, pokrywach usznych i policzkach kremowobiałe. Czarny pas biegnie od czoła do górnej części brwi, otaczając z tyłu pokrywy uszne. Obrączka oczna kremowobiała. Wierzch głowy, kark i wierzch ciała oliwkowoszare. Ogon szarooliwkowy z rdzawym zabarwieniem z wyjątkiem obrzeżeń sterówek. Lotki I rzędu szare z żółtawym obrzeżeniem chorągiewek zewnętrznych. Lotki II rzędu ciemnooliwkowoszare, z obrzeżeniem koloru grzbietu. Broda i gardło kremowobiałe. Niższa część gardła jasnosiarkowożółta, na brzuchu wpadająca w płowożółty. Od gardła do brzucha biegną szerokie czarne pasy, na brzuchu i pokrywach ogonowych są już oliwkowoszare. Oczy rdzawe.
Długość zgiętego skrzydła (od nadgarstka do końca lotek) wynosi 67,3–75,2 mm, ogona 53,1–58,7 mm, skoku 22,7–25,5 mm, a dzioba 20,1–22 mm.

## Behawior
Filipinek białolicy znajdywany był przeważnie na wysokości 3–12 m nad ziemią, samotnie lub w parze. Odwiedzają również niższe partie roślinności, wszystkie zbadane 34 okazy złapane były w specjalną sieć, której wysokość osiąga najwyżej 2,5 m. Obserwacje wykazały, że łatwiej jest ten gatunek usłyszeć niż zauważyć. U jednego ze zbadanych osobników w żołądku znaleziono szczątki chrząszczy i jednego przedstawiciela cykadowatych.
U zbadanych okazów (złapanych w październiku) 8 na 14 samic miało powiększone jajniki i 13 na 16 samców powiększone jądra. U holotypu obecna była plama lęgowa. 14 października odnaleziono gniazdo; budulec stanowił mech. Miało kształt kubeczka i przytwierdzone było do 5 drobnych gałązek niskiego figowca (Ficus spp.). Dalsze obserwacje prowadzono z odległości około 15 metrów od gniazda. Po ok. 10 minutach pojawił się osobnik z pokarmem w dziobie, prawdopodobnie nasionem lub małym owocem. Przy następującym po obserwacji badaniu gniazda znaleziono dwa świeżo wyklute pisklęta. Średnica zewnętrzna gniazda wynosiła około 90 mm, wysokość 70 mm, zaś głębokość 45 mm.

## Status i zagrożenia
IUCN od 2022 roku uznaje filipinka białolicego za gatunek najmniejszej troski (LC, Least Concern); wcześniej, od 2000 roku klasyfikowany był jako gatunek bliski zagrożenia (NT, Near Threatened), od 1994 roku jako gatunek narażony (VU, Vulnerable), a od 1988 roku miał status najmniejszej troski. Liczebność populacji nie została oszacowana, ale ptak ten opisywany jest jako pospolity. Do głównych zagrożeń należy wylesianie w celu pozyskiwania drewna oraz konwersji terenów na potrzeby rolnictwa i górnictwa.